# Цадах
Цадах — село в Чародинском районе Дагестана.
Образует сельское поселение село Цадах как единственный населённый пункт в его составе.
Анклав Чародинского района.

## География
Расположено на территории Бабаюртовского района, на канале Зампрек, в 21 км к востоку от села Бабаюрт.

## История
В 1960 году в Бабаюртовском районе путем объединения закрепленных за колхозами Чародинского района земель создается первое в Российской Федерации МКХ (межколхозное хозяйство), в дальнейшем — МХП (межхозяйственное предприятие) «Чародинское». Это был заметный шаг к улучшению использования земель и повышению производительности труда. Хозяйство продемонстрировало свою состоятельность, было на передовых позициях в республике. Рабочие МКХ (механизаторы, строители, поливальщики, доярки) стали первыми и основными жителями поселка, который в том же 1960 году получил статус села. Вначале оно носило название Дружба. Тогда же был объявлен конкурс на лучшее название, которым было признано Цадах (в переводе с аварского «цадахъ» означает «вместе», ведь здесь поселились выходцы из всех селений Чародинского района). В настоящее время в селе живут более 700 человек. В 1989 году решением Верховного Совета ДАССР был образован Цадахский сельский совет, ныне МО «Селение Цадах».

## Население
| 1989 | 2002 | 2010 | 2012 | 2013 | 2014 | 2015 |
| ---- | ---- | ---- | ---- | ---- | ---- | ---- |
| 541  | ↗624 | ↘491 | ↘486 | ↗487 | ↗490 | ↗503 |
| 2016 | 2017 | 2018 | 2019 | 2020 | 2021 | 2023 |
| ↗511 | ↗520 | ↗538 | ↘535 | ↗551 | ↗679 | ↘677 |
| 2024 | 2025 |      |      |      |      |      |
| ↗683 | ↘682 |      |      |      |      |      |